# Leonie Aviat

Leonie Aviat (1844–1914)

Die heilige Leonie (Franziska Salesia) Aviat (* 16. September 1844 in Sézanne; † 10. Januar 1914 in Perugia) war eine römisch-katholische Ordensschwester. Sie gründete zusammen mit Louis Brisson die Oblatinnen des hl. Franz von Sales.

## Leben
Leonie Aviat wurde am 16. September 1844 in Sézanne geboren. Als 11-Jährige kam sie in die Schule der vom heiligen Franz von Sales gegründeten Schwestern der Heimsuchung Mariens nach Troyes. Dort lernte sie Maria Salesia Chappuis, die Oberin des Klosters, und Louis Brisson kennen, der Spiritual des Klosters und Lehrer für Naturwissenschaft, Literatur und Religion war. Diese drei Persönlichkeiten – Franz von Sales, Maria Salesia Chappuis und Louis Brisson – sollten ihr weiteres Leben entscheidend beeinflussen.
1864 holte Leonie Aviat in einer Brillenfabrik ihrer Heimatstadt Sézanne die Brille für ihre Mutter ab. Dieses unscheinbare Ereignis war für sie die Geburtsstunde ihres Ordenslebens. Im 19. Jahrhundert entstanden überall in Frankreich durch die Industrialisierung Fabriken, in denen junge Frauen unter zum Teil sehr schlechten Bedingungen arbeiteten. Nach ihrem Besuch in der Brillenfabrik spürte sie, dass sie diesen Frauen zu helfen hatte. So ging sie zu Louis Brisson und erzählte ihm von ihrem Wunsch. Dieser war begeistert, denn er hatte ähnliche Ideen, nämlich den jungen Arbeiterinnen, die vom Land in die Stadt kamen, eine ordentliche Unterkunft und religiöse Erziehung zu bieten, damit sie nicht auf die schiefe Bahn kämen.
Am 11. April 1866 kam Leonie Aviat in das Haus für Jungarbeiterinnen, „Les Terrasses“ genannt, um dort die Leitung des Hauses zu übernehmen. Zwei Jahre später gründete sie zusammen mit Louis Brisson die Ordensgemeinschaft der Oblatinnen des hl. Franz von Sales und begann am 30. Oktober 1868 mit dem Noviziat. Ihre Lehrmeisterin, die sie mit der Spiritualität des heiligen Franz von Sales vertraut machte, war Maria Salesia Chappuis. Die salesianische Spiritualität sollte nämlich die Grundlage der neuen Ordensgemeinschaft bilden. Am 11. Oktober 1871 versprach sie dann, ihr Leben in Armut, Ehelosigkeit und Gehorsam als Oblatin des hl. Franz von Sales zu verbringen. In Verehrung des heiligen Franz von Sales nahm sie den neuen Ordensnamen „Franziska Salesia“ an. Ihr Leitwort lautete: „M'oublier entièrement“ („mich selbst gänzlich vergessen“), um „ein kleines Werkzeug Gottes“ zu werden. Am 20. September 1872 wurde sie einstimmig zur ersten Generaloberin der Kongregation gewählt. Dieses Amt übte sie bis 1879 aus. 1880 wechselte sie in ein Kloster nach Paris, um dort die Finanzen in Ordnung zu bringen. 1884 kehrte sie nach Troyes zurück und wurde 1893 erneut zur Generaloberin gewählt.
Ende des 19. Jahrhunderts hatte sich die neue Ordensgemeinschaft über Frankreich hinaus in die Schweiz, nach Italien, Österreich und England ausgebreitet. In Südafrika und Lateinamerika verfolgte man die Mission.
Im Zuge der Trennung von Kirche und Staat in Frankreich zu Beginn des 20. Jahrhunderts begann man mit der Säkularisation der Ordenshäuser und der Vertreibung der Insassen. So mussten 1904 auch die Oblatinnen Frankreich verlassen. Sie gingen ins Exil nach Perugia in Italien. Dort starb Leonie Franziska Salesia Aviat am 10. Januar 1914 an einer Lungenentzündung.
Am 9. April 1961 wurde ihr Leichnam von Perugia nach Troyes in die Krypta Saint-Gilles des Klosters der Oblatinnen des hl. Franz von Sales überführt. Am 11. April 1961 wurde im Zuge ihres Seligsprechungsprozesses der Sarg geöffnet und dabei die Unversehrtheit ihres Leichnams festgestellt. Ihr Leichnam ruht bis heute in der Krypta Saint-Gilles.

## Gedenktag
Gedenktag: 10. Januar

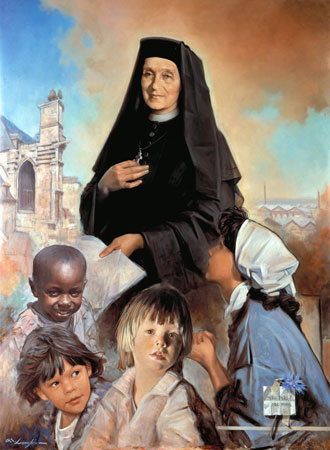
Gemälde von Leonie Aviat als Ordensfrau

Am 27. September 1992 wurde Leonie Franziska Salesia Aviat von Papst Johannes Paul II. selig und am 25. November 2001 heiliggesprochen.

## Bildergalerie
- Bildergalerie über Leonie Franziska Salesia Aviat Franz-Sales-Verlag Eichstätt